# 卡扎利斯 (朗德省)
卡扎利斯（法語：Cazalis，法語發音：[kazalis]）是法国朗德省的一个市镇，属于蒙德马桑区。

## 地理
卡扎利斯（43°37'29"N, 0°39'42"W）面积5.13 平方千米，位于法国新阿基坦大区朗德省，该省份为法国西南部沿海省份，是法國本土面积第二大的省，北起吉倫特省，西临大西洋，南至大西洋比利牛斯省，东临热尔省，东北与洛特-加龍省接壤。
与卡扎利斯接壤的市镇（或旧市镇、城区）包括：布拉桑普伊、莫米、纳谢、圣克里克沙洛斯。
卡扎利斯的时区为UTC+01:00、UTC+02:00（夏令时）。

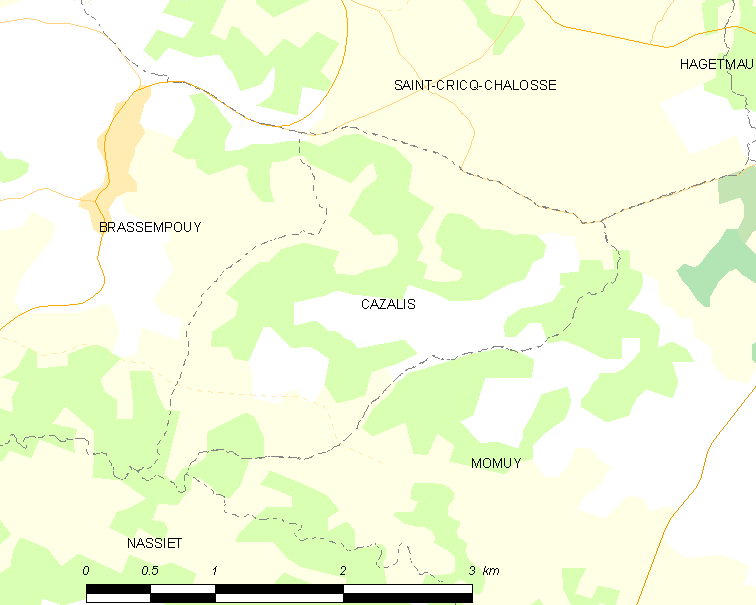
卡扎利斯的OSM定位图

## 行政
卡扎利斯的邮政编码为40700，INSEE市镇编码为40079。

## 政治
卡扎利斯所属的省级选区为沙洛斯-蒂尔桑县。

## 人口

1962-2008年间卡扎利斯人口变化图示

卡扎利斯于2022年1月1日时的人口数量为139人。